# Faramea zamorensis
Faramea zamorensis är en måreväxtart som beskrevs av Al.Rodr.. Faramea zamorensis ingår i släktet Faramea och familjen måreväxter.
Artens utbredningsområde är Costa Rica. Inga underarter finns listade i Catalogue of Life.